# 阿拉庫利湖
55°15′42″N 62°26′40″E / 55.26167°N 62.44444°E
阿拉庫利湖（俄语：Алакуль），是位于俄羅斯俄罗斯西南部的一个湖泊，由庫爾干州負責管轄，面積16.9平方公里，海拔高度162米，集水區面積77平方公里，最大水深4米。